# Козлів II (гміна)
Гміна Козлів II  (пол. Gmina Kozłów II) — сільська гміна у Тернопільському повіті Тернопільського воєводства Другої Речі Посполитої. Адміністративним центром гміни було містечко Козлів (тепер смт), яке саме не входило до складу гміни, а утворювало окрему гміну Козлів I
Гміна утворена 1 серпня 1934 року в рамках нового закону про самоврядування (23 березня 1933 року).
Площа гміни — 46,06 км²
Кількість житлових будинків — 933
Кількість мешканців — 4806
Гміну створено на основі попередніх сільських гмін Дмухівці, Домаморич, Покропивна та Слобідка.